# ワシントン・ライオンズ
ワシントン・ライオンズ（Washington Lions）は、かつてアメリカ合衆国に存在した男子プロアイスホッケーチーム。本拠地はアメリカ合衆国ワシントンD.C.。
ほぼ同時期に同名のチームが2つ存在した。

## 歴史
アメリカン・ホッケー・リーグ（AHL）に所属したワシントン・ライオンズは、1941‐42年シーズンよりプレーを開始、ワシントン・コロシアムに本拠地を置き、2シーズンプレーした後、第二次世界大戦勃発により活動を一時休止した。
AHLライオンズが休止している間、EHL（東部ホッケーリーグ）所属の別のワシントン・ライオンズが結成され、こちらは1944‐47年の間活動した。
AHLライオンズは、1947-48年シーズンに復活した。
その後1948-49年シーズンまでの2年間プレーした後、オハイオ州シンシナティに移動、シンシナティ・モヒカンズとしてプレーした。
AHLライオンズが抜けた穴は、EHLライオンズによって埋められ、1951–53年シーズンと 1954–57年シーズンをプレーした後、ワシントン・プレジデンツと改名した。

## シーズン結果
AHL シーズンのみ

### レギュラー・シーズン
| シーズン | ゲーム | 勝 | 負 | 引分 | 得点 | ゴール数 | 対ゴール数 | スタンディング |
| -------- | ------ | -- | -- | ---- | ---- | -------- | ---------- | -------------- |
| 1941–42  | 56     | 20 | 30 | 6    | 46   | 160      | 172        | 3rd, East      |
| 1942–43  | 56     | 14 | 34 | 8    | 36   | 184      | 272        | 3rd, East      |
|          |        |    |    |      |      |          |            |                |
| 1947–48  | 68     | 17 | 45 | 6    | 40   | 241      | 369        | 6th, East      |
| 1948–49  | 68     | 11 | 53 | 4    | 26   | 179      | 401        | 6th, East      |

### プレーオフ
| 1941–42 | Cleveland      | —              | —              |  |  |  |  |  |
| 1942–43 | プレーオフなし | プレーオフなし | プレーオフなし |  |  |  |  |  |
|         |                |                |                |  |  |  |  |  |
| 1947–48 | プレーオフなし | プレーオフなし | プレーオフなし |  |  |  |  |  |
| 1948–49 | プレーオフなし | プレーオフなし | プレーオフなし |  |  |  |  |  |